# Laurent-Charles Maréchal
Laurent-Charles Maréchal (ur. 27 stycznia 1801 w Metzu, zm. 17 stycznia 1887 w Bar-le-Duc) – francuski malarz i witrażysta. 
Maréchal urodził się w Metz, nauki malarstwa pobierał zaś w studio malarza Jeana-Baptiste'a Regnaulta. Stworzył wiele wybitnych witraży np. witraże w kościele Saint Vincent de Paul w Paryżu czy w katedrze w Metz. Szacuje się, że był odpowiedzialny za projekt ok. 57 000 m² witraży w ponad 1500 kościołach. W późniejszym etapie życia zrezygnował z malowania farbami olejnymi, na rzecz pasteli. Jego dzieci – Hélène Marechal i Charles-Raphaël Maréchal również byli malarzami.